# Campoplex parallelus
Campoplex parallelus là một loài tò vò trong họ Ichneumonidae.